# PEN Faulkner-díj
A PEN Faulkner-díj (PEN/Faulkner Award for Fiction) egy irodalmi díj az Amerikai Egyesült Államokban, melyet évente ad át a PEN/Faulkner Foundation (PEN/Faulner Alapítvány) annak az amerikai szerzőnek, aki a legjobb szépirodalmi művet produkálja. Az első helyezett az irodalmi megbecsülés mellé 15 000$ pénzdíjat is kapnak, valamint a következő négy helyezés mellé is jár 5000$. A díj kapcsán a résztvevők mind összegyűlnek a washingtoni Folger Shakespeare könyvtár hatalmas előadótermében.
Az irodalmi díj úgy jöhetett létre, hogy William Faulkner az 1949-ben nyert Irodalmi Nobel-díjáért nyert összeget felajánlotta egy olyan alapnak, mely a feltörekvő tehetséges írókat támogatja. A díj csatlakozott a nemzetközi Pen írószövetséghez.
Az első díjat 1981-ben adták át.

## Díjazottak
- 1981 Walter Abish, How German Is It
- 1982 David Bradley, The Chaneysville Incident
- 1983 Toby Olson, Seaview
- 1984 John Edgar Wideman, Sent for You Yesterday
- 1985 Tobias Wolff, The Barracks Thief
- 1986 Peter Matthew Hillsman Taylor, The Old Forest
- 1987 Richard Wiley, Soldiers in Hiding
- 1988 T. Coraghessan Boyle, World's End
- 1989 James Salter, Dusk
- 1990 E. L. Doctorow, Billy Bathgate
- 1991 John Edgar Wideman, Philadelphia Fire
- 1992 Don DeLillo, Mao II
- 1993 E. Annie Proulx, Postcards
- 1994 Philip Roth, Operation Shylock
- 1995 David Guterson, Snow Falling on Cedars
- 1996 Richard Ford, Independence Day
- 1997 Gina Berriault, Women in Their Beds
- 1998 Rafi Zabor, The Bear Comes Home
- 1999 Michael Cunningham, The Hours
- 2000 Ha Jin, Waiting
- 2001 Philip Roth, The Human Stain
- 2002 Ann Patchett, Bel Canto
- 2003 Sabina Murray, The Caprices
- 2004 John Updike, The Early Stories
- 2005 Ha Jin, War Trash
- 2006 E. L. Doctorow, The March
- 2007 Philip Roth, Everyman
- 2008 Kate Christensen, The Great Man
- 2009 Joseph O'Neill, Netherland
- 2010 Sherman Alexie, War Dances
- 2011 Deborah Eisenberg, The Collected Stories of Deborah Eisenberg
- 2012 Julie Otsuka, The Buddha in the Attic
- 2013 Benjamin Alire Sáenz, Everything Begins and Ends at the Kentucky Club
- 2014 Karen Joy Fowler, We Are All Completely Beside Ourselves
- 2015 Atticus Lish, Preparation for the Next Life
- 2016 James Hannaham, Delicious Foods
- 2017 Imbolo Mbue, Behold the Dreamers
- 2018 Joan Silber, Improvement
- 2019 Azareen Van der Vliet Oloomi, Call Me Zebra
- 2020 Chloe Aridjis, Sea Monsters
- 2021 Deesha Philyaw, The Secret Lives of Church Ladies
- 2022 Rabih Alameddine, The Wrong End of the Telescope[1]
- 2023 Yiyun Li, The Book of Goose[2]
- 2024 Claire Jimenez, What Happened to Ruthy Ramirez[3]